# Ніл Борвік
Ніл Борвік (англ. Neil Borwick; нар. 15 вересня 1967) — колишній австралійський тенісист.
Найвищу одиночну позицію світового рейтингу — 104 місце досяг 18 жовтня 1993, парну — 60 місце — 12 жовтня 1992 року.
Здобув 1 парний титул.
Найвищим досягненням на турнірах Великого шолома були чвертьфінали в парному розряді.

## Фінали за кар'єру

### Парний розряд: 2 (1–1)
| Результат | W/L | Дата     | Турнір              | Покриття | Партнер        | Суперники                  | Рахунок  |
| --------- | --- | -------- | ------------------- | -------- | -------------- | -------------------------- | -------- |
| Поразка   | 1.  | Вер 1990 | Женева, Швейцарія   | Ґрунт    | Девід Льюїс    | Пабло Альбано Давід Енгель | 3–6, 6–7 |
| Перемога  | 1.  | Січ 1994 | Джакарта, Індонезія | Тверде   | Йонас Бйоркман | Хорхе Лосано Джим П'ю      | 6–4, 6–1 |